# Sistemul mnemotehnic Dominic
Sistemul mnemotehnic „Dominic” este un sistem care are la bază sistemul Persoană-Acțiune (PA). El a fost conceput de mnemonistul Dominic O'Brien și este folosit pentru conversia numerelor în cuvinte.

## Modul de funcționare
Numărul care se dorește a fi reținut se grupează în perechi de cifre. Perechile se asociază unor litere pe baza unor corespondențe prestabilite. Se obține astfel perechi de litere, fiecare pereche asociindu-se unei singure persoane, de regulă aparținând unei personalități.
Dominic a propus următorul tabel de corespondențe:
| Număr                  | 1 | 2 | 3 | 4 | 5 | 6 | 7 | 8 | 9 | 0 |
| Litera corespunzătoare | A | B | C | D | E | S | G | H | N | O |

De pildă, numărul 62 corespunde grupajului SB, care poate însemna inițialele prenumelui și numelui primei femei avocat din lume Sarmiza Bilcescu, personalitate de prim rang care se reține  ușor. Conform schemei lui Dominic, numele acestei personalități se completează cu o acțiune: Sarmiza Bilcescu pledează pentru drepturile femeilor în societatea românească.
La ora actuală există numeroase liste mnemonice conținând perechi de numere cu numele de personalități corespunzătoare cărora li se atribuie o acțiune specifică. Aceste liste se fac folosind codul lui Dominic sau metoda codului număr-sunet a lui  Aimé Paris.